# Liste der Biografien/Boo
Liste der Biografien |
Portal Biografien |
Personensuche
# |
A |
B |
C |
D |
E |
F |
G |
H |
I |
J |
K |
L |
M |
N |
O |
P |
Q |
R |
S |
T |
U |
V |
W |
X |
Y |
Z |
?
 
Ba |
Be |
Bd |
Bg |
Bh |
Bi |
Bj |
Bl |
Bm |
Bn |
Bo |
Br |
Bs |
Bu |
Bw |
By |
Bz
 
Boa–Boc |
Bod |
Boe |
Bof |
Bog |
Boh |
Boi–Bok |
Bol |
Bom |
Bon |
Boo |
Bop |
Boq |
Bor |
Bos |
Bot |
Bou |
Bov–Boz
Die Liste der Biografien führt alle Personen auf, die in der deutschsprachigen Wikipedia einen Artikel haben. Dieses ist eine Teilliste mit 419 Einträgen von Personen, deren Namen mit den Buchstaben „Boo“ beginnt.

## Boo
- Boo, Betty (* 1970), britische Sängerin, Rapperin und Songwriterin
- Boo, Gangsta (1979–2023), US-amerikanische Rapperin
- Boo, Jenning de (* 2004), niederländischer Eisschnellläufer
- Boo, Katherine (* 1964), amerikanische Journalistin

### Boob
- Booba (* 1976), französischer RapperBooba (* 1976)

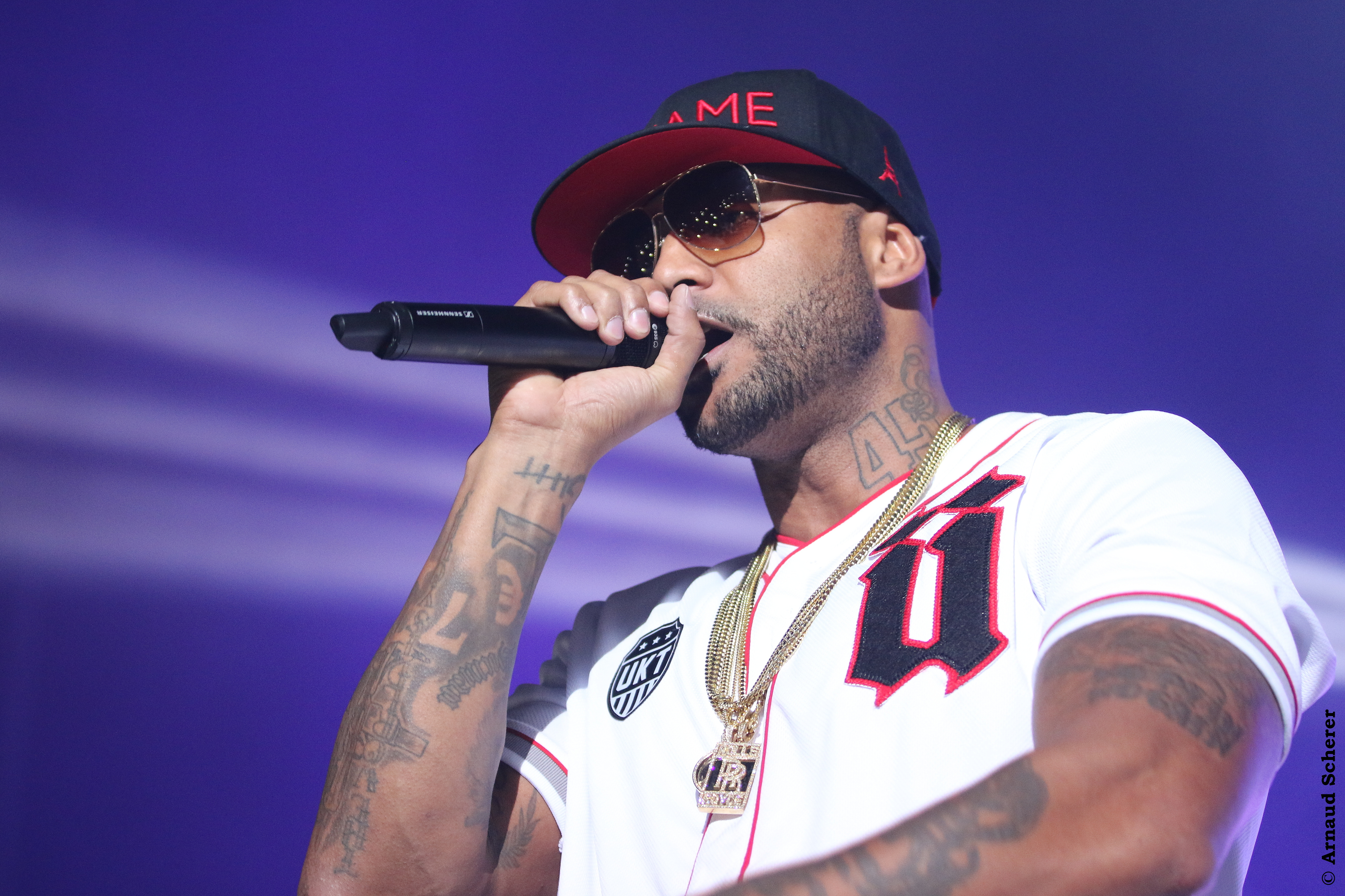
Booba (* 1976)

### Booc
- Booch, Grady (* 1955), amerikanischer Informatiker
- Boochani, Behrouz (* 1983), kurdischstämmiger Journalist, Dichter, Filmproduzent und Menschenrechtler
- Boochever, Robert (1917–2011), US-amerikanischer Jurist
- Boochs, Christian (* 1977), deutscher Romanautor
- Boock, Barbara (* 1948), deutsche Bibliothekarin und Liedforscherin
- Boock, Christian Friedrich (1767–1829), schleswig-holsteinischer Jurist und Gutsbesitzer zur Zeit des dänischen Gesamtstaates
- Boock, Christine, deutsche Filmeditorin
- Boock, Georg (1891–1961), deutscher Kommunalpolitiker (USPD, SPD, KPD, SED), Städtebundsvorsitzender
- Boock, Heinz (1929–2018), deutscher Fußballtrainer
- Boock, Miguel (* 1992), deutscher American-Football-Spieler
- Boock, Peter-Jürgen (* 1951), deutscher Terrorist der Rote Armee Fraktion
- Boockhoff-Gries, Uta, deutsche Architektin
- Boockmann, Hartmut (1934–1998), deutscher Historiker
- Boocock, Paul (* 1964), US-amerikanischer Theater- und Filmschauspieler, Synchronsprecher, Komiker und Autor

### Bood
- Boodberg, Peter A. (1903–1972), US-amerikanischer Sinologe und Linguist
- Boodes, karthagischer Senator und Flottenführer im Ersten Punischen Krieg
- Boody, Azariah (1815–1885), US-amerikanischer Politiker
- Boody, David A. (1837–1930), US-amerikanischer Politiker

### Boof
- Boof, Kola (* 1972), US-amerikanische Schriftstellerin

### Boog
- BooG!e (* 1981), US-amerikanischer Schauspieler
- Boog, Adolf von (1866–1929), österreichischer Feldmarschalleutnant der k.u.k. Armee
- Boog, Alphonse (1872–1949), französischer Komponist, Pädagoge und Historiker
- Boog, Carlo von (1854–1905), österreichischer Architekt und Baubeamter
- Boog, Horst (1928–2016), deutscher Militärhistoriker
- Boog, Luca (* 2000), Schweizer Politiker (Die Mitte)
- Boog, Maya, Schweizer Opernsängerin (Sopran)
- Boog, Pierangelo (* 1957), Schweizer Illustrator und Künstler
- Boog, Tyrell van (* 1970), deutscher Schauspieler und Autor
- Boogaard, Derek (1982–2011), kanadischer Eishockeyspieler
- Boogaard, Dillianne van den (* 1974), niederländische Hockeyspielerin
- Boogaard, Kasper (* 2006), niederländischer Fußballspieler
- Boogaard, Maaike (* 1998), niederländischer Radrennfahrerin
- Boogaard, Nico H. J. van den (1938–1982), niederländischer Romanist und Mediävist
- Boogaard, Theo van den (* 1948), niederländischer Comiczeichner
- Boogaerts, Mathieu (* 1970), französischer Sänger
- Boogerd, Michael (* 1972), niederländischer RadrennfahrerMichael Boogerd (* 1972)

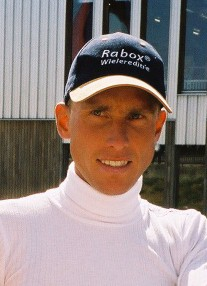
Michael Boogerd (* 1972)

- Boogert, Kristie (* 1973), niederländische Tennisspielerin
- Boogs, Rick (* 1987), amerikanischer Wrestler

### Booh
- Booher, Charles F. (1848–1921), US-amerikanischer Politiker

### Booi
- Booij, Minke (* 1977), niederländische Feldhockeyspielerin

### Book
- Book, Asher (* 1988), US-amerikanischer Schauspieler, Sänger und Tänzer
- Böök, Eero (1910–1990), finnischer Schachspieler
- Böök, Fredrik (1883–1961), schwedischer Literaturprofessor, Kritiker und Schriftsteller
- Book, Nils-Ole (* 1986), deutscher Fußballspieler
- Book, Ronald V. (1937–1997), US-amerikanischer Informatiker
- Book, Rosa (1907–1995), austroamerikanische Opernsängerin (Sopran)
- Book, Tony (1934–2025), englischer Fußballspieler und -trainer
- Bookbinder, Judith, US-amerikanische Kulturwissenschaftlerin bzw. Kunsthistorikerin
- Bookchin, Murray (1921–2006), US-amerikanischer Anarchist
- Bookchin, Natalie (* 1962), US-amerikanische Künstlerin
- Booke, Sorrell (1930–1994), US-amerikanischer Theater- und Filmschauspieler
- Booker Marley, Cedella (1926–2008), jamaikanische Sängerin und Autorin
- Booker T (* 1965), US-amerikanischer WrestlerBooker T (* 1965)

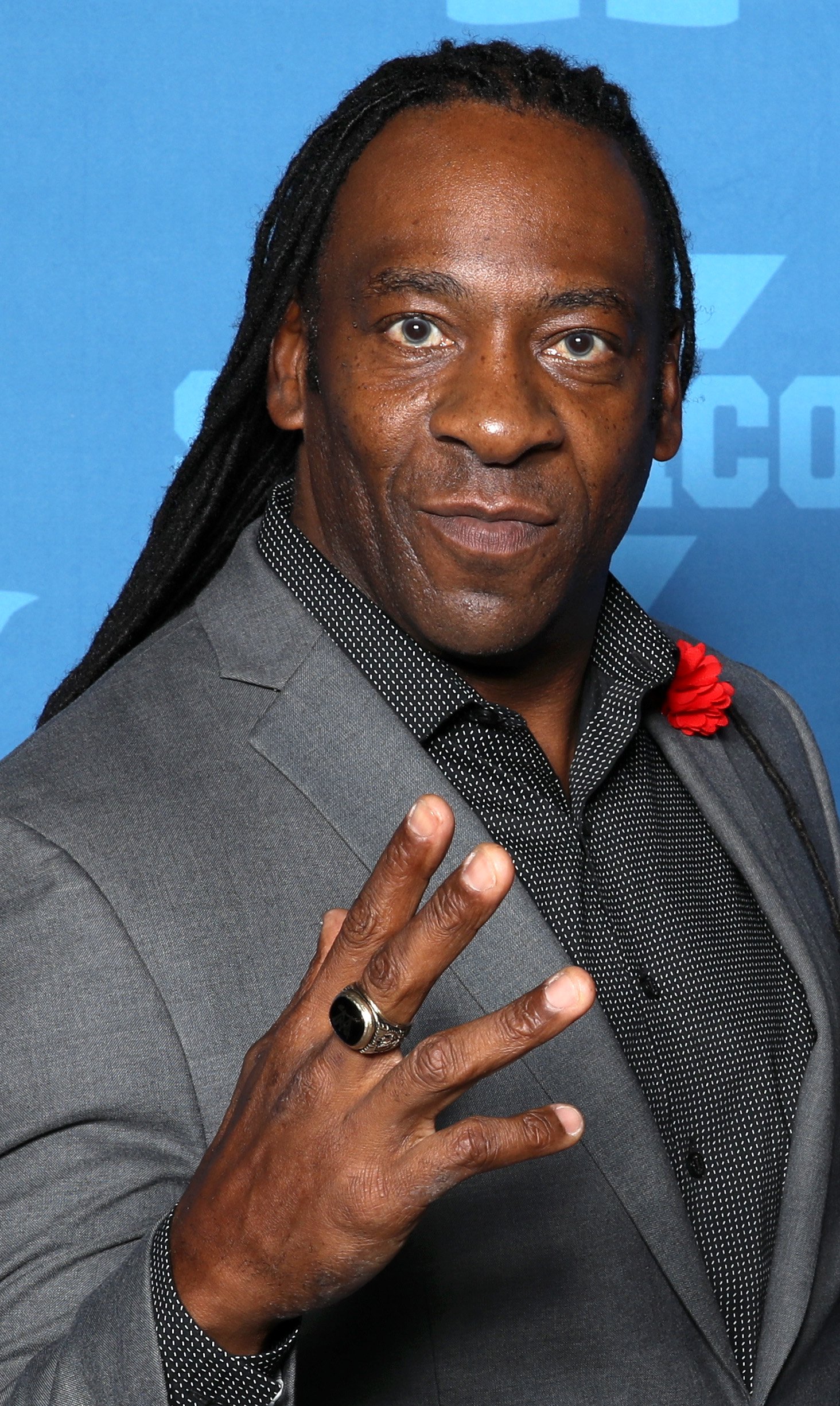
Booker T (* 1965)

- Booker, Benjamin (* 1989), US-amerikanischer Musiker, Sänger, Songwriter und Gitarrist
- Booker, Beryl (1922–1978), US-amerikanische Jazzpianistin und Komponistin
- Booker, Brad (* 1971), US-amerikanischer Filmproduzent und Animator
- Booker, Charley (1925–1989), US-amerikanischer Bluessänger und Gitarrist
- Booker, Cory (* 1969), US-amerikanischer PolitikerCory Booker (* 1969)

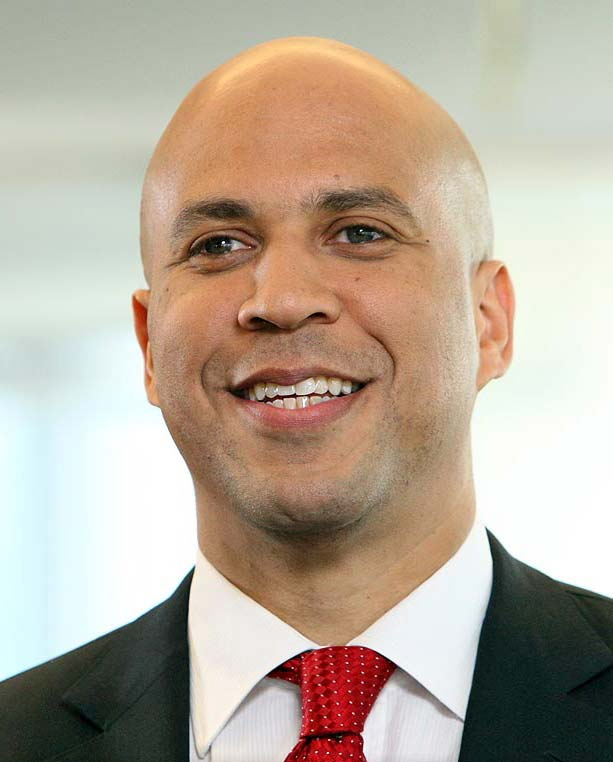
Cory Booker (* 1969)

- Booker, Devin (* 1991), US-amerikanischer Basketballspieler
- Booker, Devin (* 1996), US-amerikanischer Basketballspieler
- Booker, Eddie (1917–1975), US-amerikanischer Boxer
- Booker, Eric (* 1969), US-amerikanischer Wettesser, Rapper und Webvideoproduzent
- Booker, Frederick (1944–2006), britischer Radrennfahrer
- Booker, George (1821–1883), US-amerikanischer Politiker
- Booker, James (1939–1983), US-amerikanischer Blues- und Jazz-Musiker
- Booker, John (* 1986), US-amerikanischer American-Football-Trainer und ehemaliger -Spieler
- Booker, John Robert (1942–1998), australischer Geotechnik-Ingenieur
- Booker, M. Keith (* 1953), US-amerikanischer Anglist, Literaturwissenschaftler und Sachbuchautor
- Booker, Michael (* 1937), britischer Eiskunstläufer
- Booker, Michael (* 1975), US-amerikanischer American-Football-Spieler
- Booker, Muruga (* 1942), US-amerikanischer Rock- und Jazz-Schlagzeuger
- Booker, Sandra († 2024), US-amerikanische Jazzsängerin, Autorin und Aktivistin
- Booker, Trevor (* 1987), US-amerikanischer Basketballspieler
- Booker, Walter (1933–2006), amerikanischer Jazz-Bassist
- Bookhammer, Eugene (1918–2013), US-amerikanischer Politiker
- Bookheimer, Susan Y., US-amerikanische Neurowissenschaftlerin
- Bookie, Mike (1904–1944), US-amerikanischer Sportler
- Bookjans, Jakob (* 2000), deutscher Fußballspieler
- Bookmeyer, Hans (* 1955), deutscher Politiker (CDU, Bündnis 90/Die Grünen), MdL
- Bookwalter, Brent (* 1984), US-amerikanischer Radrennfahrer

### Bool
- Bool, Alfred (1844–1926), britischer Fotograf
- Bool, Graham (1948–2010), britischer Rollstuhlbasketballer und Fotograf
- Bool, John (1850–1933), britischer Fotograf
- Bool, Shannon (* 1972), kanadische Künstlerin und Professorin für Malerei
- Boole, George (1815–1864), englischer Mathematiker und PhilosophGeorge Boole (1815–1864)

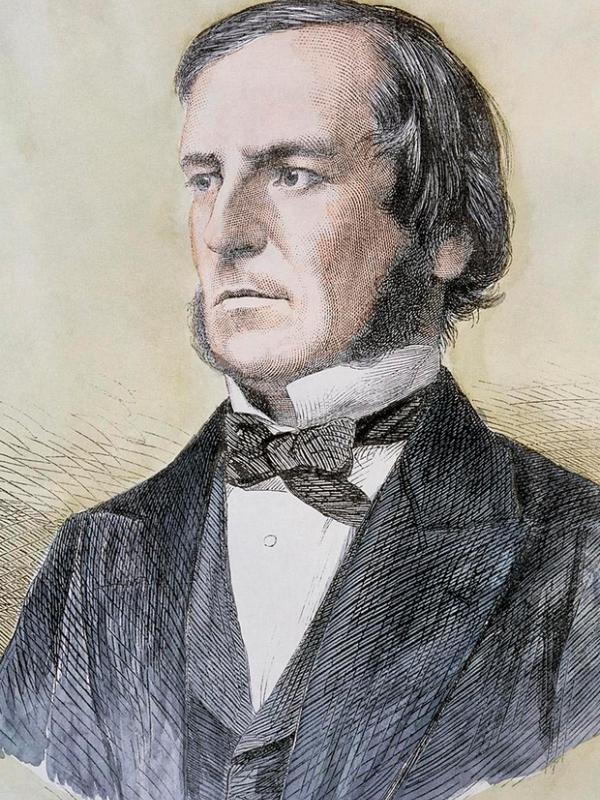
George Boole (1815–1864)

- Boolell, Arvin (* 1953), mauritischer Politiker
- Boolell, Satcam (1920–2006), mauritischer Politiker
- Boolos, George (1940–1996), US-amerikanischer Philosoph und Logiker

### Boom
- Boom Jinx (* 1974), norwegischer DJ und Musikproduzent im Bereich Trance und Progressive
- Boom, Abraham (1575–1642), Bürgermeister von Amsterdam
- Boom, Albertus (* 1938), niederländischer Radrennfahrer
- Boom, Annabelle (* 1987), deutsche Schauspielerin
- Boom, Bart (* 1972), niederländischer Straßenradrennfahrer
- Boom, Benny (* 1971), US-amerikanischer Videoregisseur
- Boom, Charles (1858–1939), belgischer Genremaler, Zeichner und Aqurallelist sowie Kunstpädagoge
- Boom, Claire van der (* 1983), australische Schauspielerin
- Boom, Cornelis Abrahamsz. (1601–1651), Bürgermeister von Amsterdam
- Boom, Corrie ten (1892–1983), niederländische Christin, Gerechte unter den VölkernCorrie ten Boom (1892–1983)

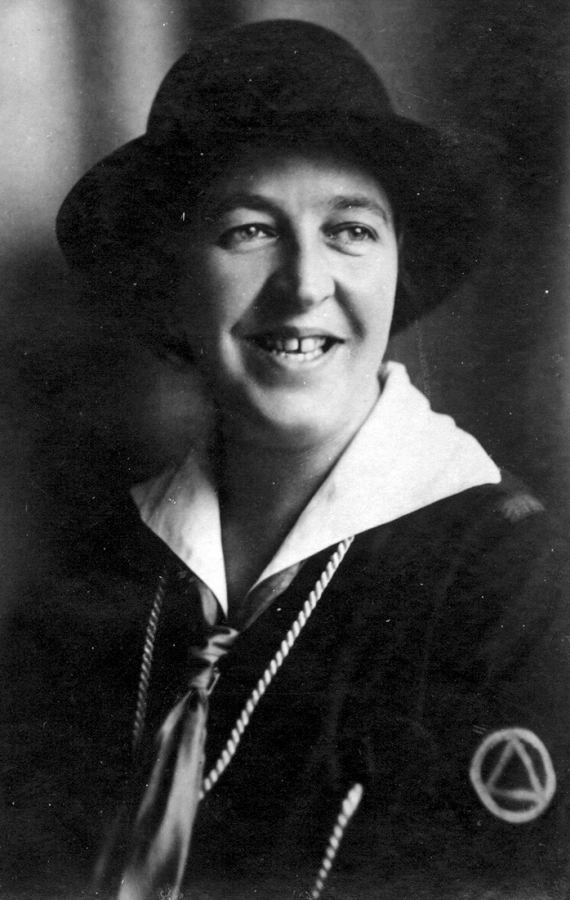
Corrie ten Boom (1892–1983)

- Boom, Dagmar (* 2000), niederländische Volleyballspielerin
- Boom, Dirk van den (* 1966), deutscher Schriftsteller
- Boom, Hans (* 1958), niederländischer Radrennfahrer
- Boom, Irma (* 1960), niederländische Typografin
- Boom, Jan van (1807–1872), niederländischer Komponist, Pianist und Musikpädagoge
- Boom, Jeroen van der (* 1972), niederländischer Sänger
- Boom, Lars (* 1985), niederländischer Radrennfahrer und Sportlicher Leiter
- Boom, Peter (1936–2011), italienischer Schauspieler und Sänger niederländischer Herkunft
- Boom, Pierre (* 1957), deutscher Journalist und Autor
- Boom, Ulrich (* 1947), deutscher Geistlicher, Weihbischof in Würzburg
- Boomen, Branco van den (* 1995), niederländischer Fußballspieler
- Boomen, Marianne van den (1955–2014), niederländische Psychologin, Politikwissenschaftlerin und Autorin
- Boomer, Linwood (* 1955), kanadischer Schauspieler und Drehbuchautor
- Boomers, Jan (1927–1999), deutscher Maler, Graphiker und Radierer
- Boomershine, Ty (* 1968), US-amerikanischer Tänzer, Choreograf und künstlerischer Leiter
- Boomgaard, Geert Adriaans (1788–1899), niederländischer Mann, erster anerkannter 110-JährigerGeert Adriaans Boomgaard (1788–1899)

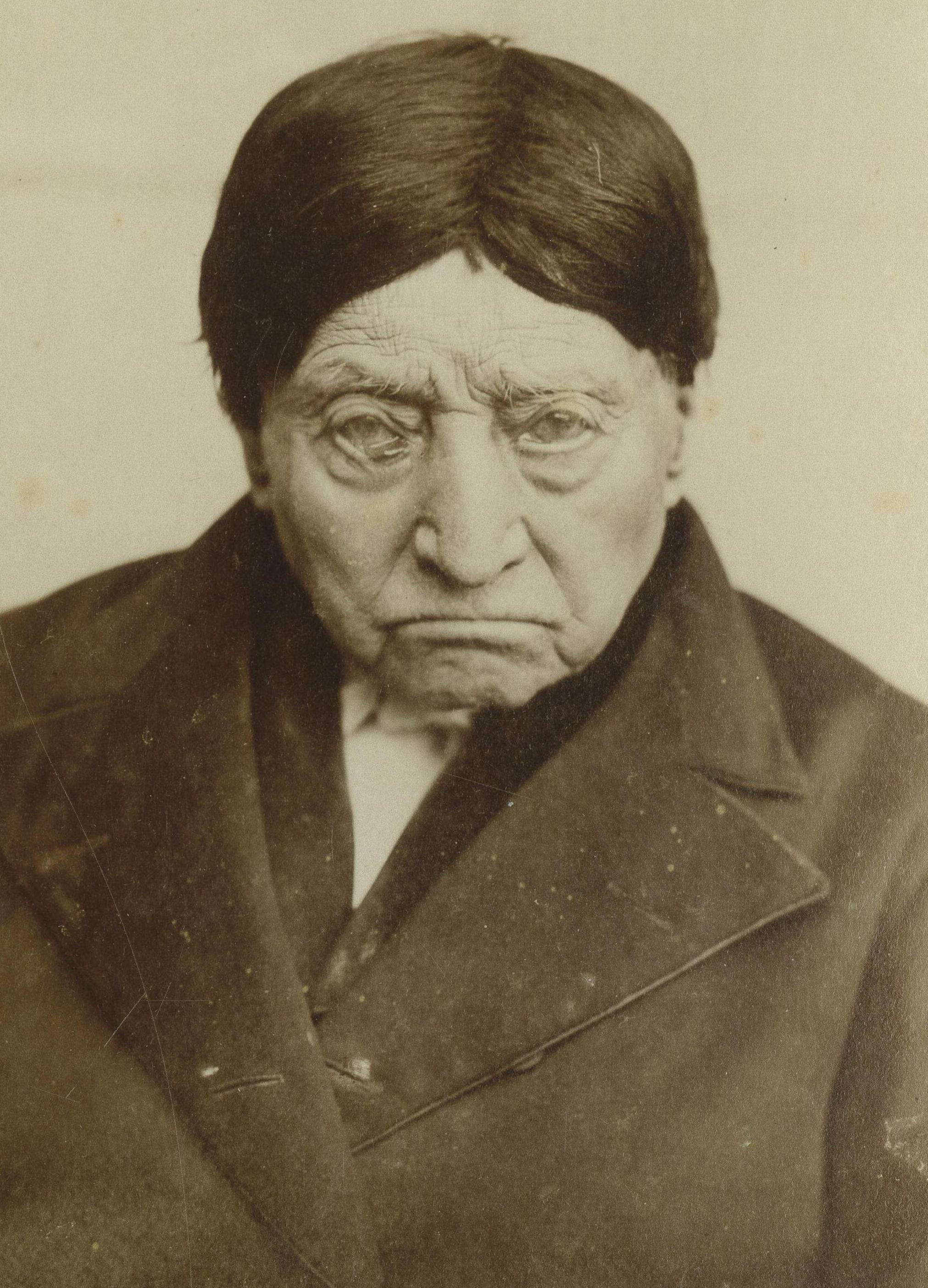
Geert Adriaans Boomgaard (1788–1899)

- Boomgaarden, Georg (* 1948), deutscher Diplomat
- Boomgaarden, Heike (* 1962), deutsche Gartenbauingenieurin und Sachbuchautorin
- Boomgaardt, Ageeth (* 1972), niederländische Hockeyspielerin
- Boomhouwer, Jeffrey (* 1988), niederländischer Handballspieler
- Booms, Hans (1924–2007), deutscher Archivar
- Booms, Martin (* 1971), deutscher Philosoph
- Boomsma, Dorret (* 1957), niederländische Psychologin
- Boomsma, Rein (1879–1943), niederländischer Fußballspieler und Widerstandskämpfer

### Boon
- Boon Mesch, Adrianus Sanderus van der (1762–1828), niederländischer Mediziner
- Boon Mesch, Antonius Henricus van der (1804–1874), niederländischer Chemiker und Agrarwissenschaftler
- Boon Mesch, Hendrik Carel van der (1795–1831), niederländischer Mediziner und Naturwissenschaftler
- Boon, Anson (* 2000), britischer Film- und Theaterschauspieler
- Boon, D. (1958–1985), US-amerikanischer Punkrock-Sänger, Songschreiber und Gitarrist
- Boon, Dany (* 1966), französischer Schauspieler, Regisseur und ProduzentDany Boon (* 1966)

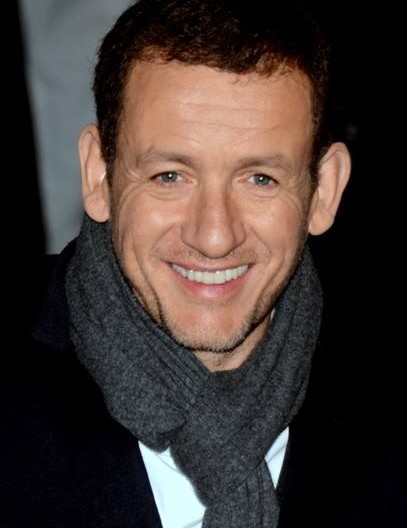
Dany Boon (* 1966)

- Boon, Dickie (1878–1961), kanadischer Eishockeyspieler
- Boon, Ed (* 1964), US-amerikanischer Videospielprogrammierer
- Boon, Els (1916–2004), niederländische Widerstandskämpferin
- Boon, Jean (* 1897), belgischer Radrennfahrer
- Boon, John D. (1817–1864), US-amerikanischer Händler und Politiker (Demokratische Partei)
- Boon, Louis Paul (1912–1979), flämischer Schriftsteller und Journalist
- Boon, Marcus (* 1963), britischer Anglist und Hochschullehrer
- Boon, Peter (* 1984), deutscher Eishockeyspieler
- Boon, Ratliff (1781–1844), US-amerikanischer Politiker
- Boon, Thierry (* 1944), belgischer Immunologe
- Boon, Tom (* 1990), belgischer Hockeyspieler
- Boon-van der Starp, Bep (1884–1959), niederländische Widerstandskämpferin
- Boonchu Rojanasathien (1921–2007), thailändischer Bankmanager und Politiker
- Boone Isaacs, Cheryl (* 1949), US-amerikanische PR-Beraterin und Funktionärin der AMPAS
- Boone, Andrew (1831–1886), US-amerikanischer Politiker
- Boone, Benjamin (* 1963), US-amerikanischer Komponist, Musikpädagoge, Jazzsaxophonist und Musikpädagoge
- Boone, Benson (* 2002), US-amerikanischer SängerBenson Boone (* 2002)

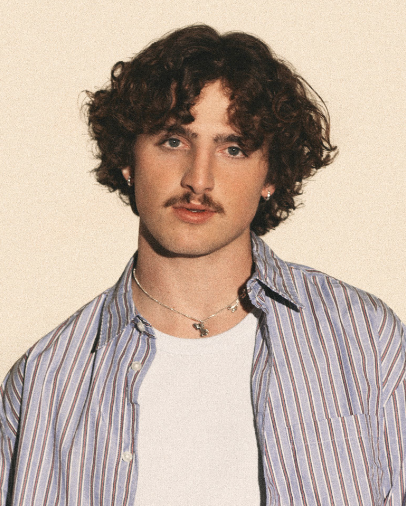
Benson Boone (* 2002)

- Boone, Bryan Billy, US-amerikanischer Schauspieler und Stuntman
- Boone, Chester (1906–1988), US-amerikanischer Jazztrompeter
- Boone, Daniel (1734–1820), US-amerikanischer Pionier und Entdecker
- Boone, Daniel (1942–2023), britischer Sänger
- Boone, Darnell (* 1980), US-amerikanischer Boxer
- Boone, David R. (1952–2005), US-amerikanischer Mikrobiologe
- Boone, Debby (* 1956), US-amerikanische Sängerin
- Boone, Fernand (1934–2013), belgischer Fußballspieler
- Boone, Harvey († 1939), US-amerikanischer Jazzsaxophonist und -klarinettist
- Boone, Herman (1935–2019), US-amerikanischer Footballspieler und -trainer
- Boone, Jason Gregory (* 1985), US-amerikanischer Basketballspieler
- Boone, Jessica (* 1984), US-amerikanische Schauspielerin und Synchronsprecherin
- Boone, Josh (* 1979), US-amerikanischer Drehbuchautor und Filmregisseur
- Boone, Lester (1904–1989), US-amerikanischer Jazzmusiker (Altsaxophon, Baritonsaxophon, Klarinette)
- Boone, Levi (1808–1882), US-amerikanischer Politiker
- Boone, Mark Junior (* 1955), US-amerikanischer Schauspieler
- Boone, Megan (* 1983), US-amerikanische SchauspielerinMegan Boone (* 1983)

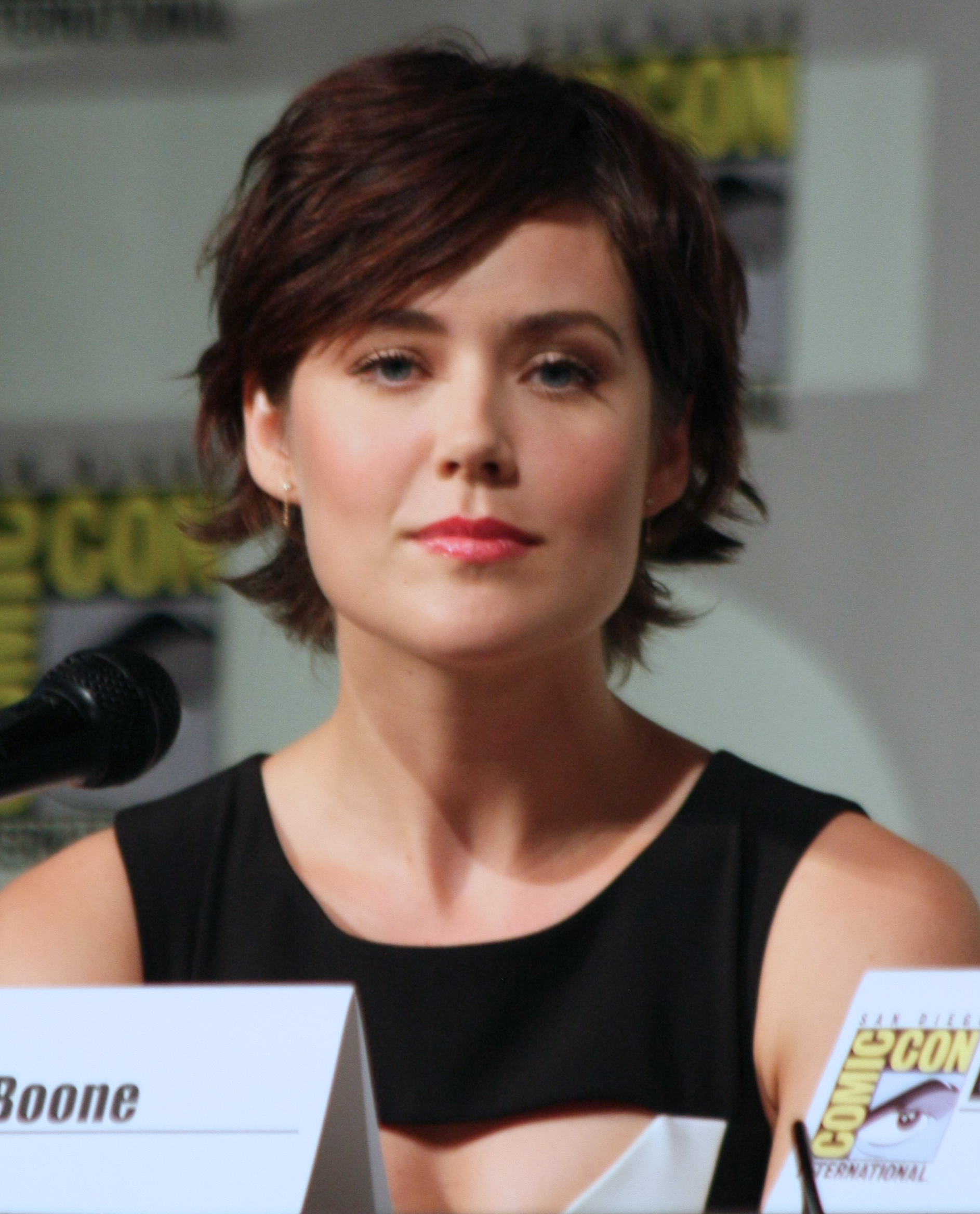
Megan Boone (* 1983)

- Boone, Onita (* 1965), US-amerikanische Sängerin
- Boone, Pat (* 1934), US-amerikanischer Sänger und Schauspieler
- Boone, Randy (* 1942), US-amerikanischer Schauspieler
- Boone, Richard (1917–1981), US-amerikanischer Schauspieler
- Boone, Richard (1930–1999), amerikanischer Jazzmusiker (Posaune, Gesang)
- Boone, Thomas († 1812), britischer Politiker, Gouverneur der Province of South Carolina und der Province of New Jersey
- Boone, Tiffany (* 1987), US-amerikanische Schauspielerin
- Boone, Viktor (* 1998), belgischer Fußballspieler
- Boone, Walter F. (1898–1995), US-amerikanischer Offizier, Admiral der US-Navy
- Boone-Smith, Rachelle (* 1981), US-amerikanische Sprinterin
- Boonen, Arnold (1669–1729), holländischer Maler und Porträtist
- Boonen, Jacobus (1573–1655), Jurist, Theologe sowie Bischof von Gent und Mechelen
- Boonen, Tom (* 1980), belgischer RadrennfahrerTom Boonen (* 1980)

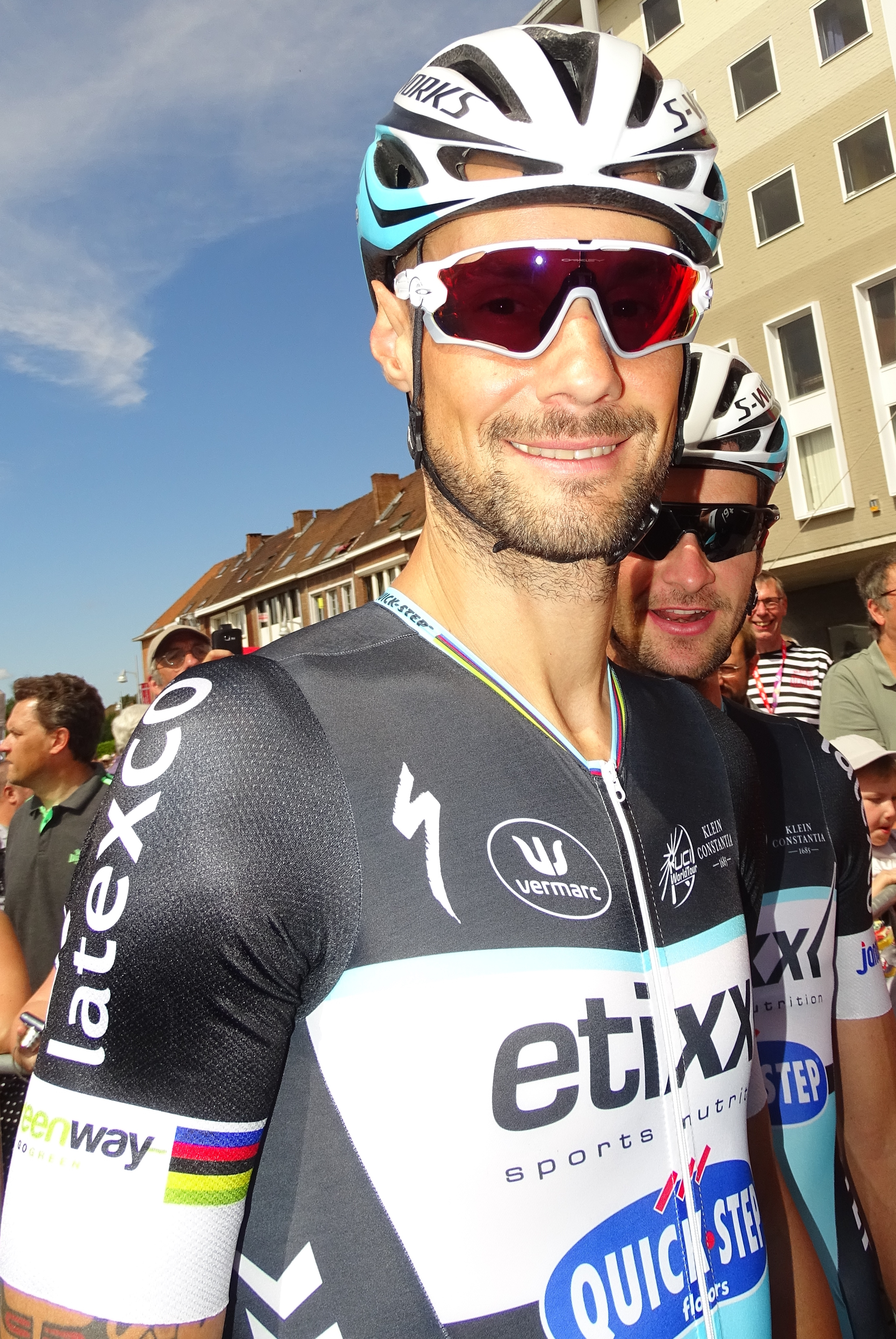
Tom Boonen (* 1980)

- Boonjumnong, Manus (* 1980), thailändischer Boxer
- Boonkerd Chayasin (* 1996), thailändischer Fußballspieler
- Boonmawan, Kittipong (* 1996), thailändischer Hammerwerfer
- Boonmee Boonrod (* 1982), thailändischer Fußballspieler
- Boonpattararaksa, Jatupat, thailändischer Jurastudent
- Boons, Eefje (* 1994), niederländische Leichtathletin
- Boons, Jozef (1943–2000), belgischer Radrennfahrer
- Boonson, Puripol (* 2006), thailändischer Sprinter
- Boonstoppel, Max (* 2000), österreichisch-niederländischer Fußballspieler
- Boonstra, Benthe (* 2000), niederländische Ruderin
- Boonstra, Cor (1938–2025), niederländischer Manager
- Boonstra, Famke (* 2001), niederländische Volleyballspielerin
- Boonstra, Marrit (* 1988), niederländische Tennisspielerin
- Boonstra, Tjabel (1899–1968), niederländischer Radrennfahrer
- Boonstra, Todd (* 1962), US-amerikanischer Skilangläufer
- Boontawee Thepwong (* 1996), thailändischer Fußballspieler
- Boonthanakit, Sahajak, thailändischer Schauspieler
- Boontje, Tord (* 1968), niederländischer Produktdesigner
- Boonwan, Wanida (* 1986), thailändische Hochspringerin
- Boonyakait Wongsajaem (* 1994), thailändischer Fußballspieler
- Boonyarit Keattikun (* 1995), thailändischer Snookerspieler
- Boonyarit Pathomthad (* 1986), thailändischer Fußballspieler
- Boonyarit, Plernta (* 1970), thailändische Badmintonspielerin
- Boonyasukhanonda, Somsook, thailändischer Badmintonspieler
- Boonzaier, Gregoire (1909–2005), südafrikanischer Maler und Karikaturist

### Boor
- Boor, Albert de (1852–1945), deutscher Historiker und Staatsarchivar
- Boor, Boris (* 1950), österreichischer Springreiter
- Boor, Carl de (1848–1923), deutscher Byzantinist und Bibliothekar
- Boor, Carl Friedrich de (1842–1888), deutscher Jurist und Politiker, MdHB
- Boor, Claus Hermann de (1848–1889), deutscher Schlachtenmaler
- Boor, Clemens de (1920–2005), deutscher Mediziner und Hochschullehrer
- Boor, Ellen de (1891–1976), deutsche Autorin und Übersetzerin
- Boor, Friedrich (1844–1919), Hunsrücker Mundartdichter
- Boor, Friedrich de (1933–2020), deutscher Kirchenhistoriker
- Boor, Hans-Otto de (1886–1956), deutscher Rechtswissenschaftler
- Boor, Helmut de (1891–1976), deutscher Germanist
- Boor, Julie de (1848–1932), deutsche Porträtmalerin
- Boor, Lisa de (1894–1957), deutsche Lyrikerin, Schriftstellerin und Anthroposophin
- Boor, Ursula de (1915–2001), deutsche Widerstandskämpferin gegen den Nationalsozialismus
- Boor, Werner de (1899–1976), deutscher evangelisch-lutherischer Theologe
- Boor, Wolfgang de (1917–2014), deutscher Psychiater, Hochschullehrer
- Boorapolchai, Yaowapa (* 1984), thailändische Taekwondoin
- Boorda, Jeremy M. (1939–1996), US-amerikanischer Admiral der US Navy
- Boorem, Mika (* 1987), US-amerikanische Schauspielerin
- Booren, Jo van den (* 1935), niederländischer Komponist und Dirigent
- Boorer, Boz (* 1962), englischer Musiker
- Boorer, Wendy (1931–2010), britische Sachbuchautorin
- Boorman, Charley (* 1966), britischer Schauspieler und AbenteurerCharley Boorman (* 1966)

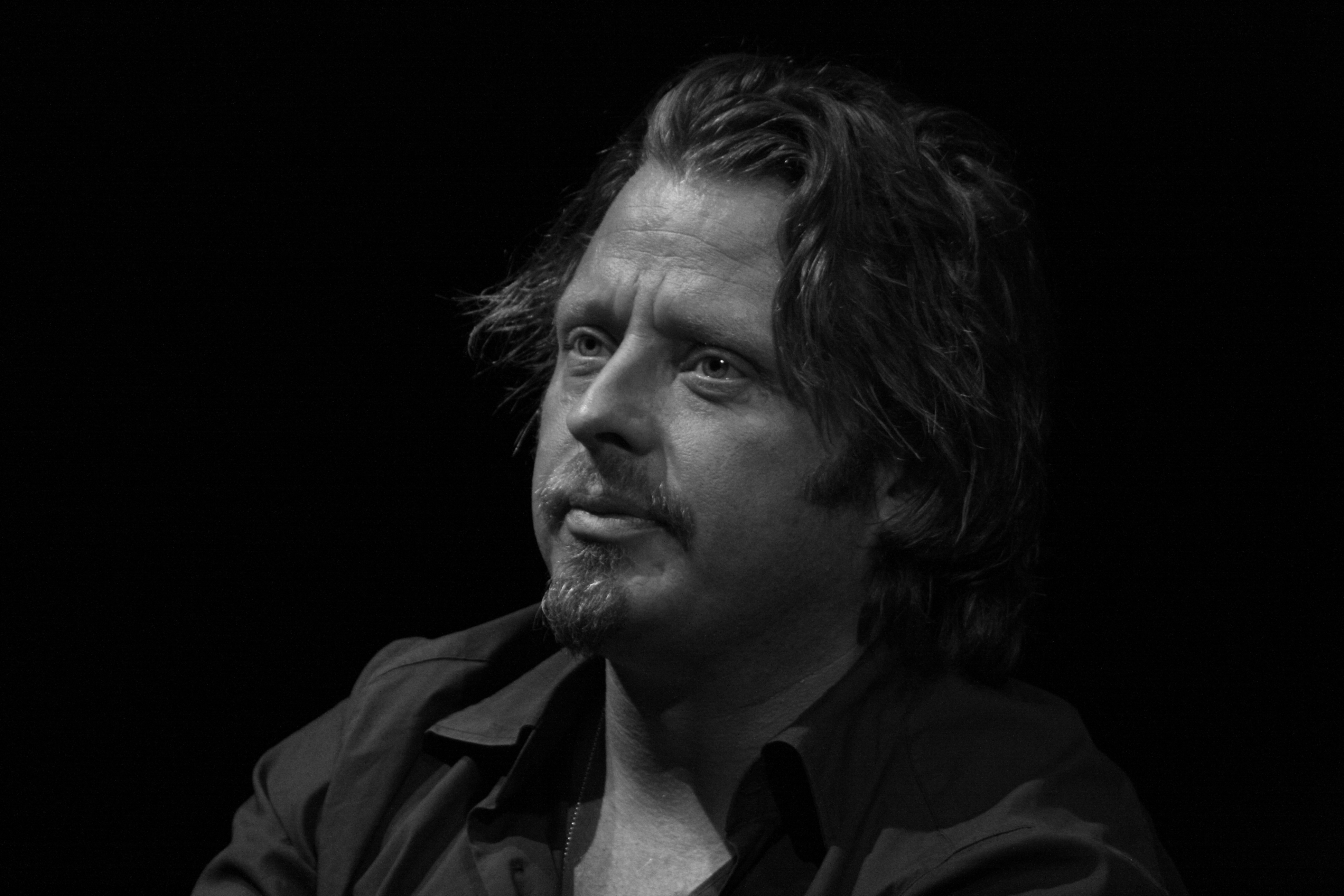
Charley Boorman (* 1966)

- Boorman, John (* 1933), britischer Filmregisseur, Drehbuchautor und Filmproduzent
- Boorsma, Alie (* 1959), niederländische Eisschnellläuferin
- Boorstin, Daniel J. (1914–2004), amerikanischer Historiker, Leiter der Library of Congress
- Boorstin, Jon (* 1946), US-amerikanischer Drehbuchautor, Regisseur, Schriftsteller, Dokumentarfilmer sowie Film- und Fernsehproduzent
- Boortz, Neal (* 1945), US-amerikanischer Autor, Radiomoderator und Talkshow-Host

### Boos
- Boos von Waldeck und Montfort, Casimir Friedrich (1724–1781), Landkomtur des Deutschen Ordens
- Boos zu Waldeck und Montfort, Franz Karl Ludwig von (1710–1776), römisch-katholischer Geistlicher, Domdechant, Generalvikar und Statthalter von Kurtrier
- Boos zu Waldeck, Joseph von (1798–1880), herzoglich nassauischer Oberstleutnant und Flügeladjutant
- Boos zu Waldeck, Victor von (1840–1916), böhmischer Politiker, Grundbesitzer, Komponist, Übersetzer und Mäzen
- Boos, Andreas (* 1959), deutscher Archäologe
- Boos, Anna (* 1956), deutsche Politikerin (SPD), MdL
- Boos, Benjamin (* 2003), deutscher Radsportler
- Boos, Carl (1806–1883), deutscher Architekt und nassauischer Baubeamter
- Boos, Carl (1873–1964), deutscher Reichsgerichtsrat
- Boos, Chris (* 1972), deutscher IT-Unternehmer, Investor und Mitglied im Digitalrat der BundesregierungChris Boos (* 1972)

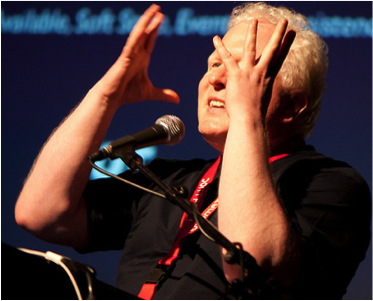
Chris Boos (* 1972)

- Boos, Franz (1753–1832), Direktor der k. k. Hofgärten
- Boos, Georgi Walentinowitsch (* 1963), russischer Politiker, Gouverneur der Oblast Kaliningrad
- Boos, Heinrich (1851–1917), Schweizer Historiker
- Boos, Johann (* 1944), deutscher Mathematiker
- Boos, Joseph Maria (1909–1978), deutscher römisch-katholischer Prälat
- Boos, Juergen (* 1961), deutscher Verlagsmanager, Direktor der Frankfurter Buchmesse
- Boos, Margarete (* 1954), deutsche Psychologin
- Boos, Marko (* 1975), deutscher Landrat
- Boos, Martin (1762–1825), deutscher römisch-katholischer Pfarrer und Theologie-Professor
- Boos, Nadine (* 1981), deutsche Science-Fiction-Schriftstellerin
- Boos, Philipp (* 1981), deutscher Schauspieler
- Boos, Reinhard (1897–1979), deutscher Politiker (NSDAP), Kommissar, Bürgermeister, Kreisgruppenleiters der NSDAP
- Boos, Reinhard (* 1956), deutscher Verwaltungsjurist, Präsident des Landesamtes für Verfassungsschutz Sachsen (1999–2002 und 2007–2012)
- Boos, Roman (1889–1952), Schweizer Jurist, Sozialwissenschaftler, Anthroposoph und Schriftsteller
- Boos, Roman Anton (1733–1810), deutscher Bildhauer
- Boos, Susan (* 1963), Schweizer Journalistin und Publizistin
- Boos, Tino (* 1975), deutscher EishockeyspielerTino Boos (* 1975)

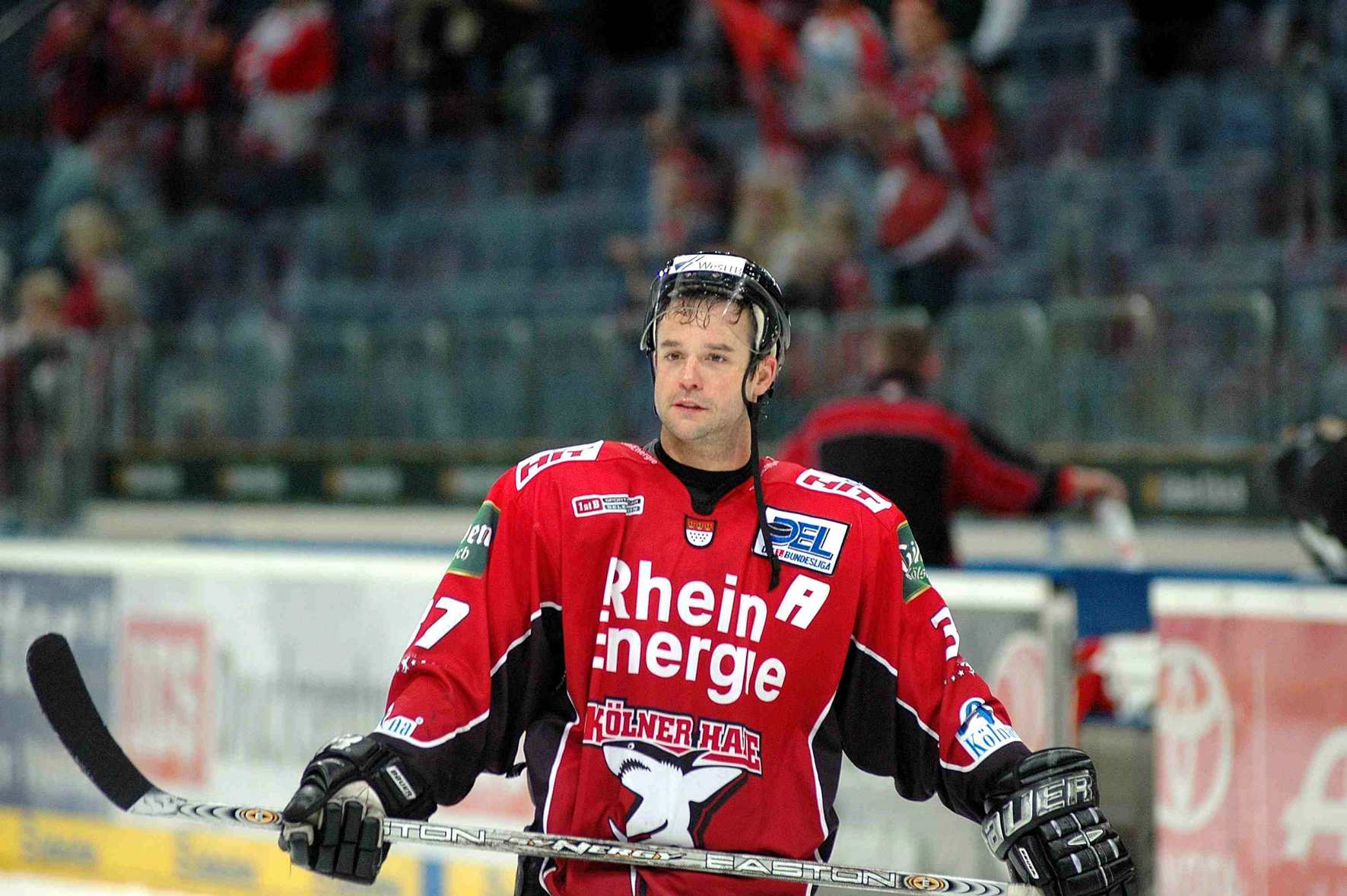
Tino Boos (* 1975)

- Boos, Verena (* 1977), deutsche Schriftstellerin
- Boos, Walter (1928–1996), deutscher Filmeditor, Filmregisseur und Drehbuchautor
- Boos, Wolfgang (1908–1979), deutscher Landrat
- Boos, Wolfgang (* 1946), deutscher Eishockeyspieler
- Boos-Jegher, Emma (1857–1932), Schweizer Frauenrechtlerin
- Boos-John, Colette (* 1969), deutsche Politikerin (CDU)
- Boos-Nünning, Ursula (* 1944), deutsche Soziologin, Erziehungswissenschaftlerin und Migrationsforscherin
- Boos-Waldeck, Carlotta von (1838–1920), deutsche Hofdame
- Boos-Waldeck, Klemens von (1797–1865), Kaufmann, Stadtrat und preußischer Landrat
- Boosch, Matthias (* 1982), deutscher Schriftsteller
- Boosey, William (1864–1933), englischer Musikveranstalter und -verleger
- Boosfeld, Kristin (* 1987), deutsch-niederländische Rechtswissenschaftlerin
- Boosheri, Nikohl (* 1988), kanadische Schauspielerin
- Boosie Badazz (* 1982), US-amerikanischer RapperBoosie Badazz (* 1982)

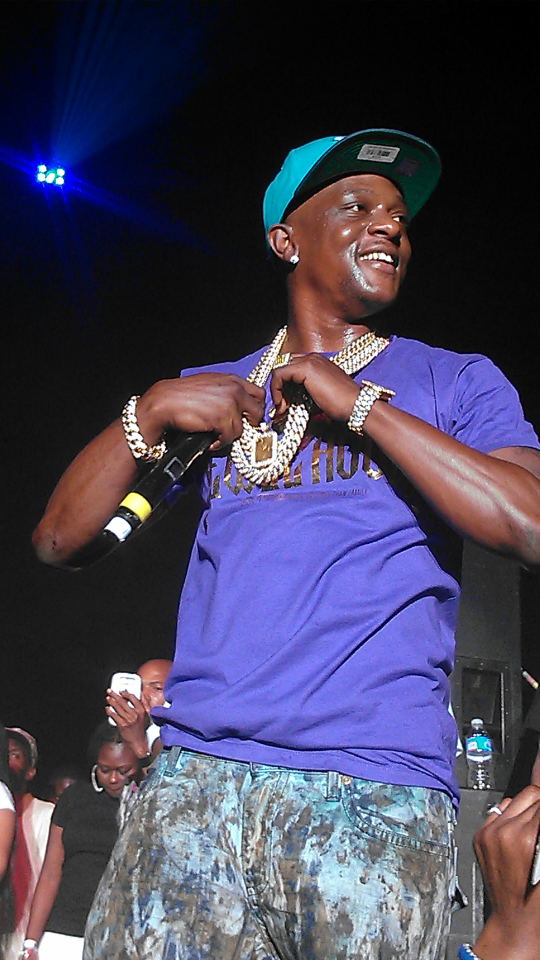
Boosie Badazz (* 1982)

- Booß, Rutger (* 1944), deutscher Autor, Verleger und Gründer des Grafit Verlags
- Booß-Bavnbek, Bernhelm (* 1941), deutscher Mathematiker
- Boost, Hermann (1864–1941), deutscher Bauingenieur und Hochschullehrer
- Boost, Johann Adam (1775–1852), deutscher Ökonom, Beamter und Autor
- Boost, Karl (1802–1877), deutscher Mediziner, Mitglied des Preußischen Abgeordnetenhauses
- Boost, Karl Joseph Schweikard (1739–1811), deutscher Jurist
- Boost, Katja (* 1972), deutsche Opern-, Oratorien-, Lied- und Konzertsängerin (Alt)
- Boost, Werner (* 1928), mutmaßlicher deutscher Serienmörder
- Boost, Wim (1918–2005), niederländischer Cartoonist

### Boot
- Boot, Jaap (1903–1986), niederländischer Weitspringer und Sprinter
- Boot, Pat (1914–1947), neuseeländischer Mittelstreckenläufer
- Boot, Ton (* 1940), niederländischer Basketballspieler und -trainer
- Boot, Vitali (* 1972), deutscher Boxer
- Boote, Werner (* 1965), österreichischer Autor und FilmregisseurWerner Boote (* 1965)

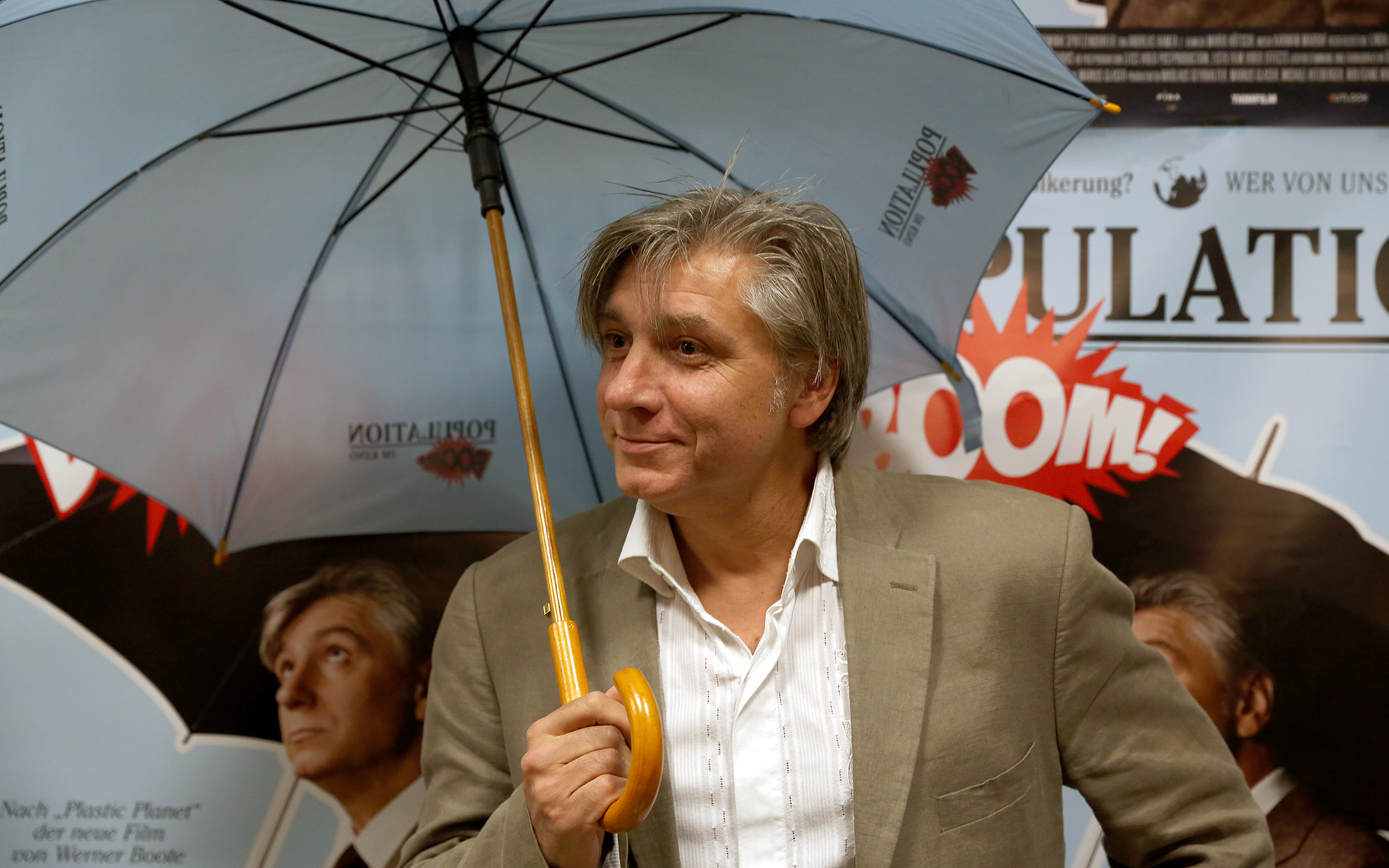
Werner Boote (* 1965)

- Booth, Albert (1928–2010), britischer Politiker (Labour Party), Mitglied des House of Commons
- Booth, Alison, australische Wirtschaftswissenschaftlerin und Hochschullehrerin
- Booth, Andrew Donald (1918–2009), britischer Computerpionier
- Booth, Andrew Jr. (* 2000), US-amerikanischer American-Football-Spieler
- Booth, Arthur (1840–1916), deutscher Kaufmann
- Booth, Bobby (1892–1974), englischer Fußballspieler
- Booth, Bramwell (1856–1929), englischer Theologe und Prediger
- Booth, Brian (1933–2023), australischer Cricket- und Hockeyspieler
- Booth, Callum (* 1991), schottischer Fußballspieler
- Booth, Catherine (1829–1890), Frau William Booths, des Gründers der Heilsarmee
- Booth, Charles (1840–1916), britischer Philanthrop und Sozialforscher
- Booth, Charles G. (1896–1949), US-amerikanisch-britischer Drehbuchautor und Schriftsteller
- Booth, Charlie (1903–2008), australischer Leichtathlet
- Booth, Charlotte (* 1975), britische Archäologin, Dozentin und Autorin über das Alte Ägypten
- Booth, Chris (* 1948), neuseeländischer Bildhauer
- Booth, Claire Alexandra (* 1977), britische Adlige und Ärztin
- Booth, Colin (1934–2025), englischer Fußballspieler
- Booth, Connie (* 1940), US-amerikanische Schauspielerin
- Booth, David (* 1984), US-amerikanischer Eishockeyspieler
- Booth, Donald Prentice (1902–1993), US-amerikanischer Offizier, Generalleutnant der US-Army
- Booth, Douglas (* 1992), britischer Schauspieler und ModelDouglas Booth (* 1992)

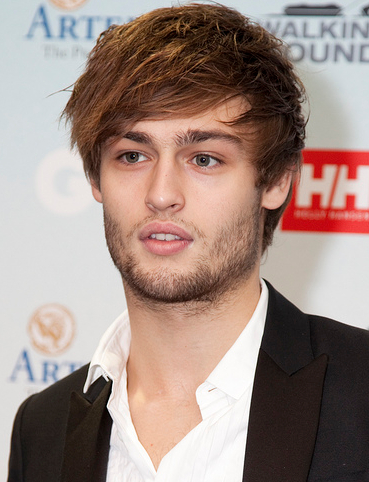
Douglas Booth (* 1992)

- Booth, Douglas Allen (* 1949), angloamerikanischer Drehbuchautor und Fernsehproduzent
- Booth, Edgar (1888–1945), brasilianischer Fußballspieler
- Booth, Edwin (1833–1893), US-amerikanischer Schauspieler
- Booth, Emily (* 1976), britische Schauspielerin und Drehbuchautorin
- Booth, Emma (* 1974), britische Sängerin
- Booth, Emma (* 1982), australische SchauspielerinEmma Booth (* 1982)

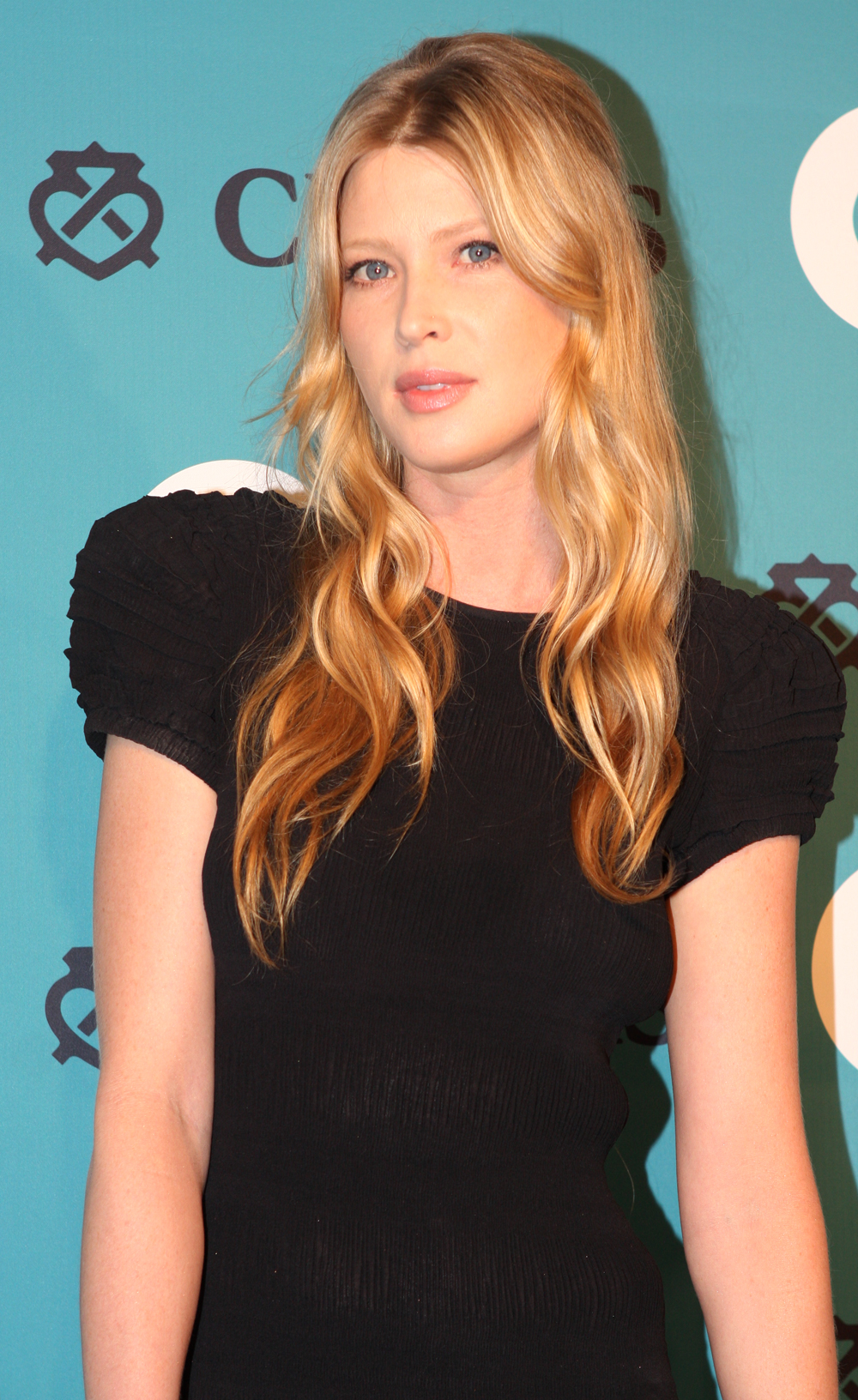
Emma Booth (* 1982)

- Booth, Esme (* 1998), britische Ruderin
- Booth, Eugene S. (1850–1931), US-amerikanischer Missionar
- Booth, Evangeline (1865–1950), britische Generalin der Heilsarmee (1934–1939)
- Booth, Ewing E. (1870–1949), US-amerikanischer Offizier, Generalleutnant der US-Army
- Booth, Frank (1910–1980), US-amerikanischer Schwimmer
- Booth, Graham (1940–2011), britischer Politiker (UKIP), MdEP
- Booth, Herbert Howard (1862–1926), Offizier der Heilsarmee
- Booth, Hubert Cecil (1871–1955), englischer Ingenieur
- Booth, James (1770–1814), schottischer Landschaftsgärtner und Baumschulenbesitzer
- Booth, James (1806–1878), irischer Mathematiker
- Booth, James (1927–2005), englischer Schauspieler und Drehbuchautor
- Booth, James Godfrey (1794–1871), schottischer Saatengroßhändler und Gründer der Cas-Compagnie in Hamburg
- Booth, John Cornelius (1836–1908), deutscher Baumzüchter, Unternehmer und Stadtentwickler
- Booth, John Richmond (1799–1847), deutscher Pflanzenzüchter und Besitzer einer Baumschule
- Booth, John Wilkes (1838–1865), amerikanischer Attentäter, TheaterschauspielerJohn Wilkes Booth (1838–1865)

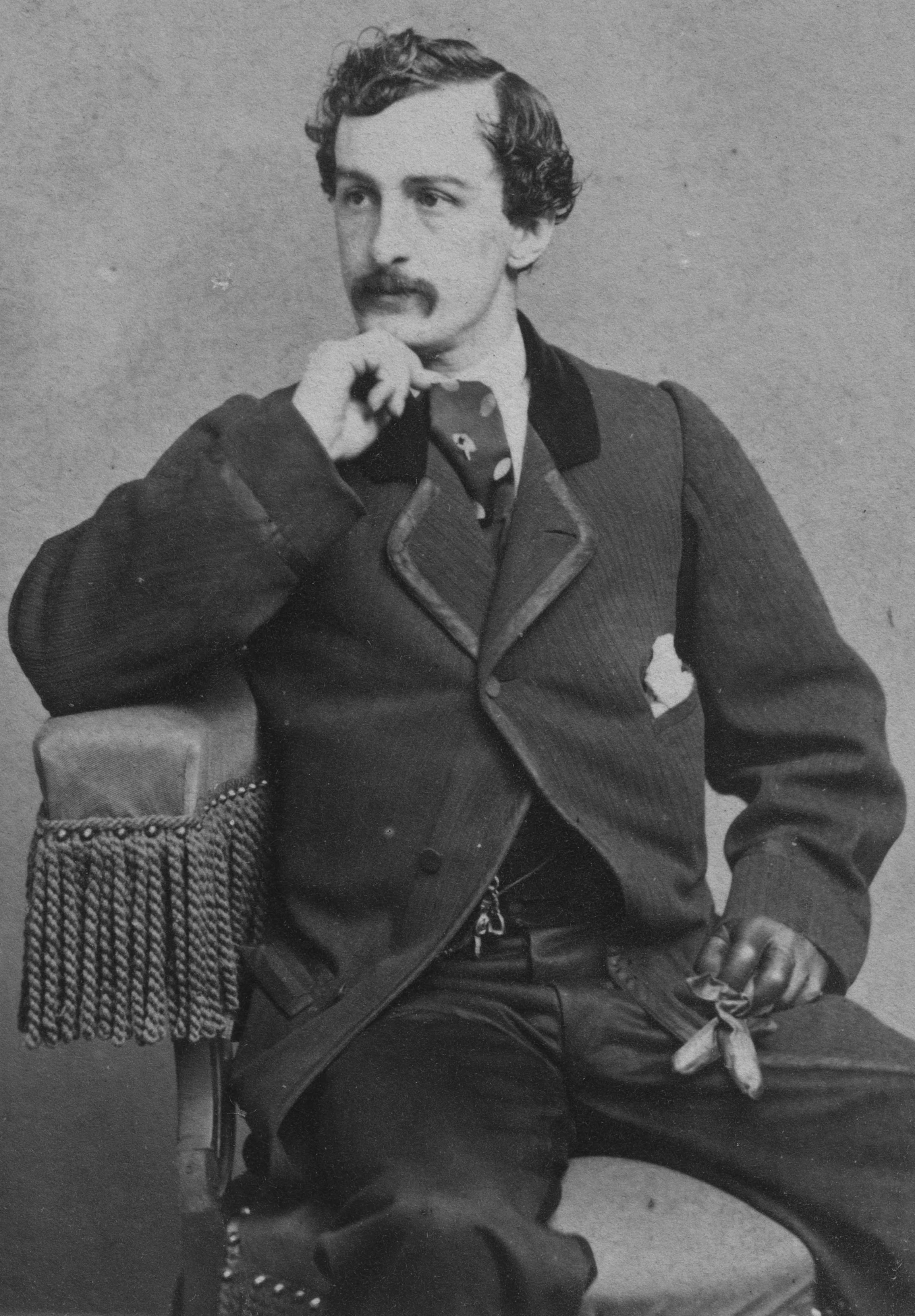
John Wilkes Booth (1838–1865)

- Booth, Joshua (* 1990), australischer Ruderer
- Booth, Juni (1948–2021), US-amerikanischer Jazzmusiker (Kontrabass, Piano und Cello)
- Booth, Junius Brutus (1796–1852), britischer Schauspieler
- Booth, Karin (1916–2003), US-amerikanische Schauspielerin
- Booth, Kathleen (1922–2022), britische Informatikerin und Mathematikerin
- Booth, Ken (1926–1988), australischer Politiker, Mitglied der Legislativversammlung und Minister von New South Wales
- Booth, Kristin (* 1974), kanadische Schauspielerin
- Booth, Laurence (1420–1480), Erzbischof von York und Lordkanzler
- Booth, Lindy (* 1979), kanadische Schauspielerin
- Booth, Lionel (1914–1997), irischer Politiker
- Booth, Lionel F. (1838–1864), Major des US-Heeres
- Booth, Margaret (1898–2002), US-amerikanische Filmeditorin
- Booth, Mary Louise (1831–1889), US-amerikanische Autorin, Übersetzerin und Chefredakteurin
- Booth, Matthew (* 1977), südafrikanischer Fußballspieler
- Booth, Melanie (* 1984), kanadische Fußballspielerin
- Booth, Mitch (* 1963), australisch-niederländischer Segler
- Booth, Newton (1825–1892), US-amerikanischer Politiker
- Booth, Paul (* 1977), britischer Jazzmusiker (Saxophon, Komposition)
- Booth, Reuben (1794–1848), US-amerikanischer Politiker
- Booth, Rosemary Frances (1928–2019), britische Autorin
- Booth, Scott (* 1971), schottischer Fußballspieler und Fußballtrainer
- Booth, Shirley (1898–1992), US-amerikanische Schauspielerin
- Booth, Stephen (* 1952), englischer Krimiautor
- Booth, Taylor (* 2001), US-amerikanischer Fußballspieler
- Booth, Tim (* 1960), britischer Sänger, Tänzer und SchauspielerTim Booth (* 1960)

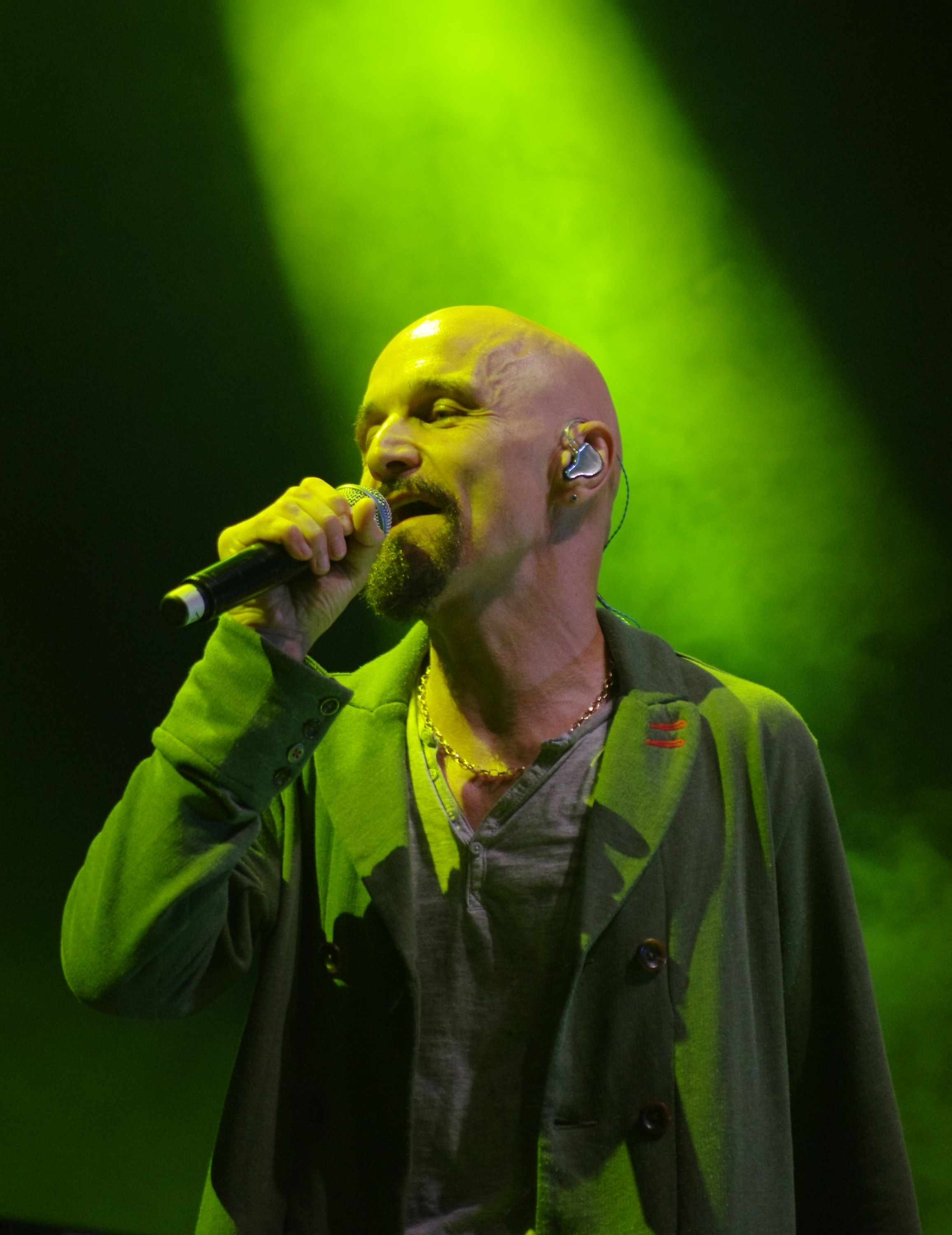
Tim Booth (* 1960)

- Booth, Verne (1898–1979), US-amerikanischer Langstreckenläufer
- Booth, Walter (1791–1870), US-amerikanischer Politiker
- Booth, Walter R. (1869–1938), britischer Zauberer und Filmemacher
- Booth, Wayne C. (1921–2005), US-amerikanischer Literaturwissenschaftler
- Booth, William (1829–1912), britischer Gründer und erster General der HeilsarmeeWilliam Booth (1829–1912)

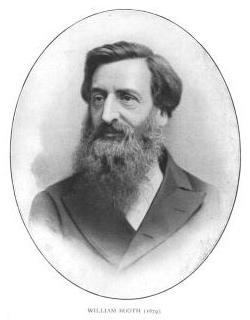
William Booth (1829–1912)

- Booth, William (1880–1951), englischer Fußballspieler
- Booth-Amos, Tom (* 1996), britischer Motorradrennfahrer
- Booth-Clibborn, Catherine (1858–1955), britische Offizierin der Heilsarmee
- Booth-Clibborn, Stanley (1924–1996), britischer Mediziner
- Booth-Tucker, Frederick (1854–1928), Mitglied der Heilsarmee in Indien
- Boothby, Bob (1900–1986), britischer Politiker (Conservative Party), Mitglied des House of Commons
- Boothby, Dora (1881–1970), britische Badminton- und Tennisspielerin
- Boothby, Frances, englische Schriftstellerin
- Boothby, Guy (1867–1905), australischer Schriftsteller
- Boothby, Valerie (1904–1982), deutsche Schauspielerin und Jugendbuchautorin
- Boothby, William M. (1918–2021), US-amerikanischer Mathematiker
- Boothe, Armistead L. (1907–1990), US-amerikanischer Politiker
- Boothe, Brigitte (* 1948), deutsche Psychoanalytikerin, Philosophin und Hochschullehrerin
- Boothe, Ken (* 1946), jamaikanischer Ska- und Reggae-Sänger
- Boothe, Lorna (* 1954), britische Hürdenläuferin
- Boothe, Parisse (* 1983), US-amerikanische Schauspielerin
- Boothe, Powers (1948–2017), US-amerikanischer SchauspielerPowers Boothe (1948–2017)

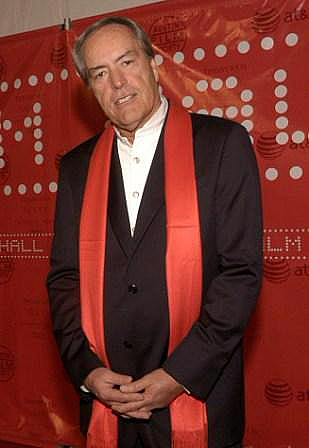
Powers Boothe (1948–2017)

- Boothman, Colby (* 1992), US-amerikanischer Schauspieler und DJ
- Boothman, Melvin M. (1846–1904), US-amerikanischer Politiker
- Boothroyd, Adrian (* 1971), englischer Fußballspieler und -trainer
- Boothroyd, Benjamin (1768–1836), unabhängiger, englischer Pastor und Gelehrter des Hebräischen
- Boothroyd, Betty (1929–2023), britische Politikerin, Mitglied des House of Commons und erste Madam Speaker des britischen Unterhauses
- Boothway, Jack (1919–1979), englischer Fußballspieler und -trainer
- Bootkoski, Paul Gregory (* 1940), US-amerikanischer Geistlicher, emeritierter Bischof von Metuchen
- Bootland, Darryl (* 1981), kanadischer Eishockeyspieler
- Bootle-Wilbraham, Roger, 7. Baron Skelmersdale (1945–2018), britischer Politiker (Conservative Party), Mitglied des House of Lords
- Boots, Denise Paquette (* 1970), US-amerikanische Kriminologin
- Boots, Mathieu (* 1975), niederländischer Fußballspieler
- Boots, Ron (* 1962), niederländischer Komponist, Musiker und Produzent
- Boots, Tubby († 1993), US-amerikanischer Komiker
- Bootsma, Dirk (1936–2020), niederländischer Genetiker
- Bootsma, Rachel (* 1993), US-amerikanische Schwimmerin
- Boott, Francis (1792–1863), britisch-amerikanischer Arzt und Botaniker
- Booty, Justin (* 1976), englischer Fußballspieler
- Booty, Raymond Charles (1932–2012), britischer Radrennfahrer
- Bootz, August (1807–1851), deutscher Maler und Zeichner
- Bootz, Erwin (1907–1982), deutscher Pianist und Unterhaltungskünstler
- Bootz, Oliver (* 1971), deutscher SchauspielerOliver Bootz (* 1971)

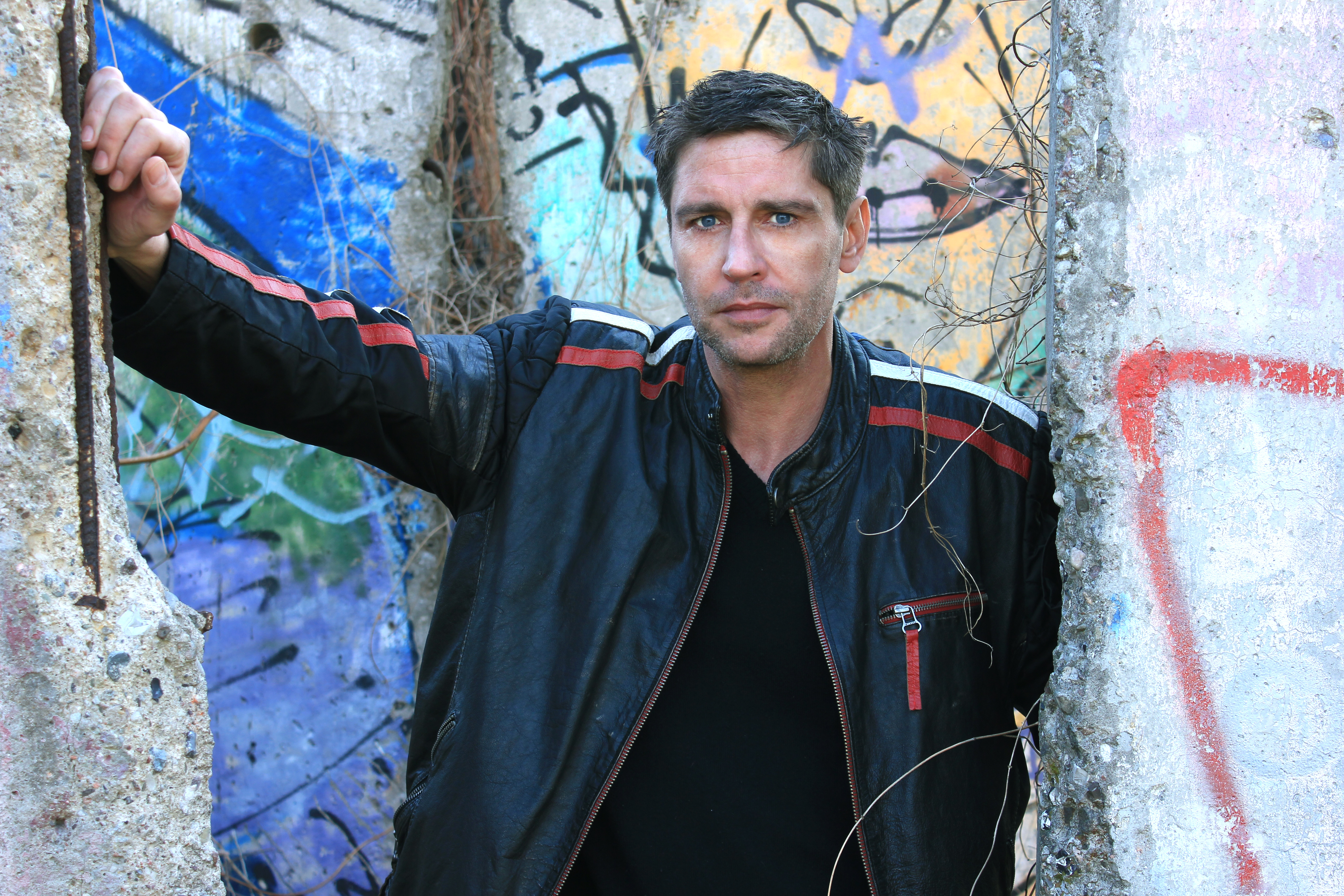
Oliver Bootz (* 1971)

- Bootz, Robert (1650–1730), deutscher Zisterzienserabt

### Booy
- Booy, Foeke (* 1962), niederländischer Fußballspieler, -trainer und -funktionär
- Booy, Jim de (1885–1969), niederländischer Politiker, Seeoffizier und Wirtschaftsmanager
- Booy-Schulze, Liselotte de, deutsche Schönheitskönigin sowie Fotomodell
- Booysen, Harry (* 1943), südwestafrikanischer Politiker und Geistlicher
- Booysen, Henk (* 1972), südafrikanischer Kugelstoßer
- Booysen, Jens (1765–1833), nordfriesischer Kapitän, Landesbevollmächtigter und Chronist von Sylt
- Booysen, Schalk (1927–2011), südafrikanischer Sprinter und Mittelstreckenläufer
- Booysen, Shane (* 1988), südafrikanischer Fußballspieler

### Booz
- Booz, Edwin (1888–1951), US-amerikanischer Unternehmer
- Booz, Mateo (1881–1943), argentinischer Schriftsteller
- Booz, Paul (1917–1970), deutscher Architekt und Freiburger Münsterbaumeister
- Booze, Bea (1920–1975), US-amerikanische R&B- und Jazzsängerin und -gitarristin
- Booze, Tyrone (* 1959), US-amerikanischer Boxer
- Booze, William Samuel (1862–1933), US-amerikanischer Politiker
- Boozer, Allen (* 1944), US-amerikanischer Plasmaphysiker
- Boozer, Carlos (* 1981), US-amerikanischer BasketballspielerCarlos Boozer (* 1981)

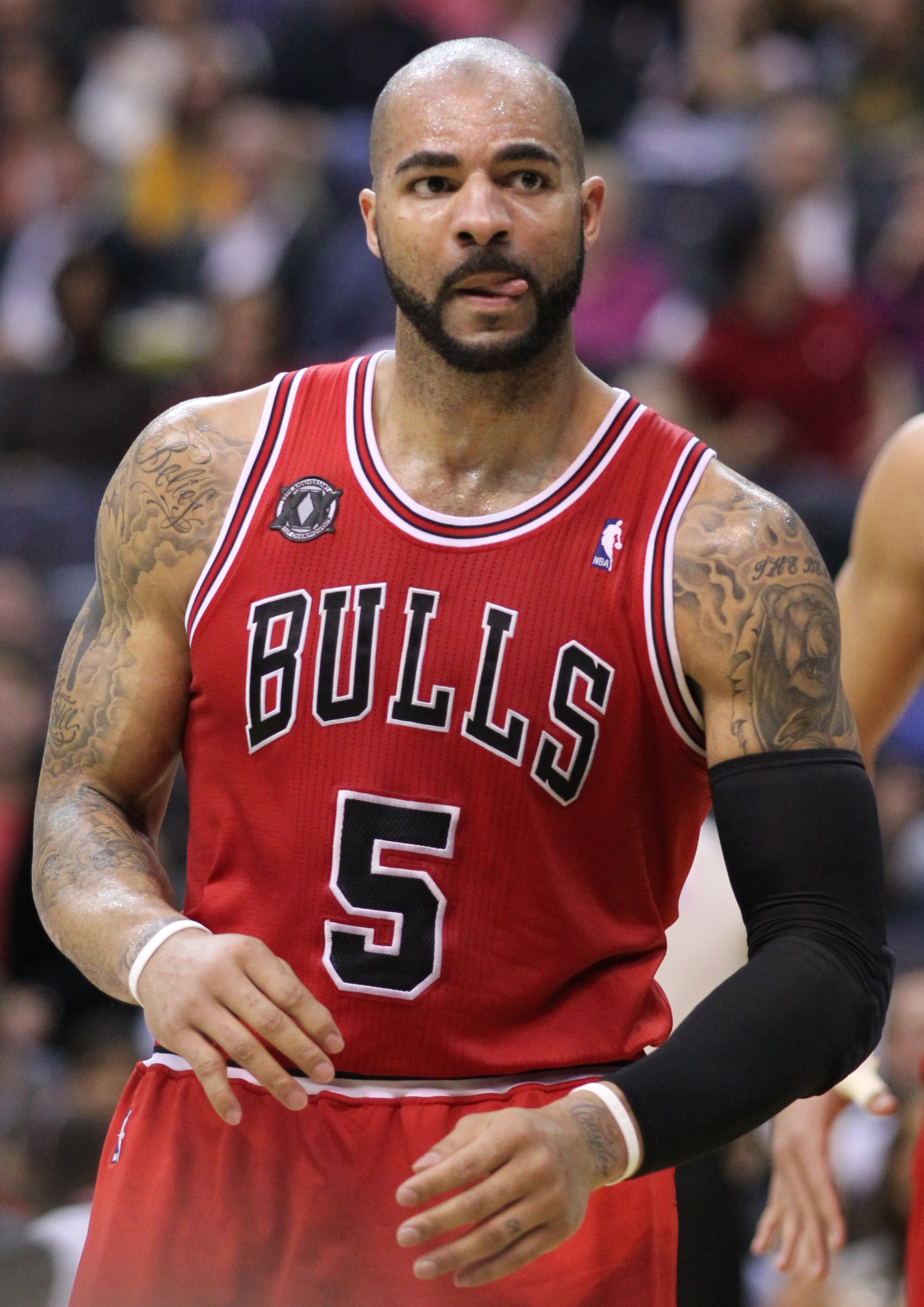
Carlos Boozer (* 1981)

- Boozer, Lemuel (1809–1870), US-amerikanischer Politiker
- Boozer, Mark, US-amerikanischer Pianist und Musikpädagoge
- Boozer, Mel (1945–1987), US-amerikanischer Soziologe und Politiker
- Boozman, John (* 1950), US-amerikanischer Politiker